# اینتسی
اینتسی (روسی: Инцы) یک منطقهٔ مسکونی در روسیه است که در استان آرخانگلسک واقع شده‌است.